# Mike Fraser
|  | Per a altres significats, vegeu «Mike Fraser (productor musical)». |

Mike Fraser (4 de novembre de 1980) és un arbitre professional de rugbi, representant de la federació neozelandesa de rugbi (NZRU). Fraser ha estat membre del cos d'àrbitres de la NZRU des de 2007, i és reconegut perla World Rugbycom a àrbitre internacional. Va fer el seu debut durant els test d'hivern de 2013, en un partit entre les seleccions dels Estats Units i Geòrgia. A part de més partits internacionals, l'any 2013 va formar part de l'equip d'àrbitres encarregats de la Copa del Món Junior de rugbi de 2013, sent escollit per arbitrar la final. Destaca també, que ha arbitrat en torneigs del Circuit de Rugby Sevens. És un dels arbitres que representa a la NZRU al Super Rugby i també arbitra a la ITM Cup. L'any 2015, fou convocat per format part de cos d'àrbitres encarregats de la Copa del Món de Rugbi de 2015, com a àrbitre auxiliar.